# M1 (銃剣)

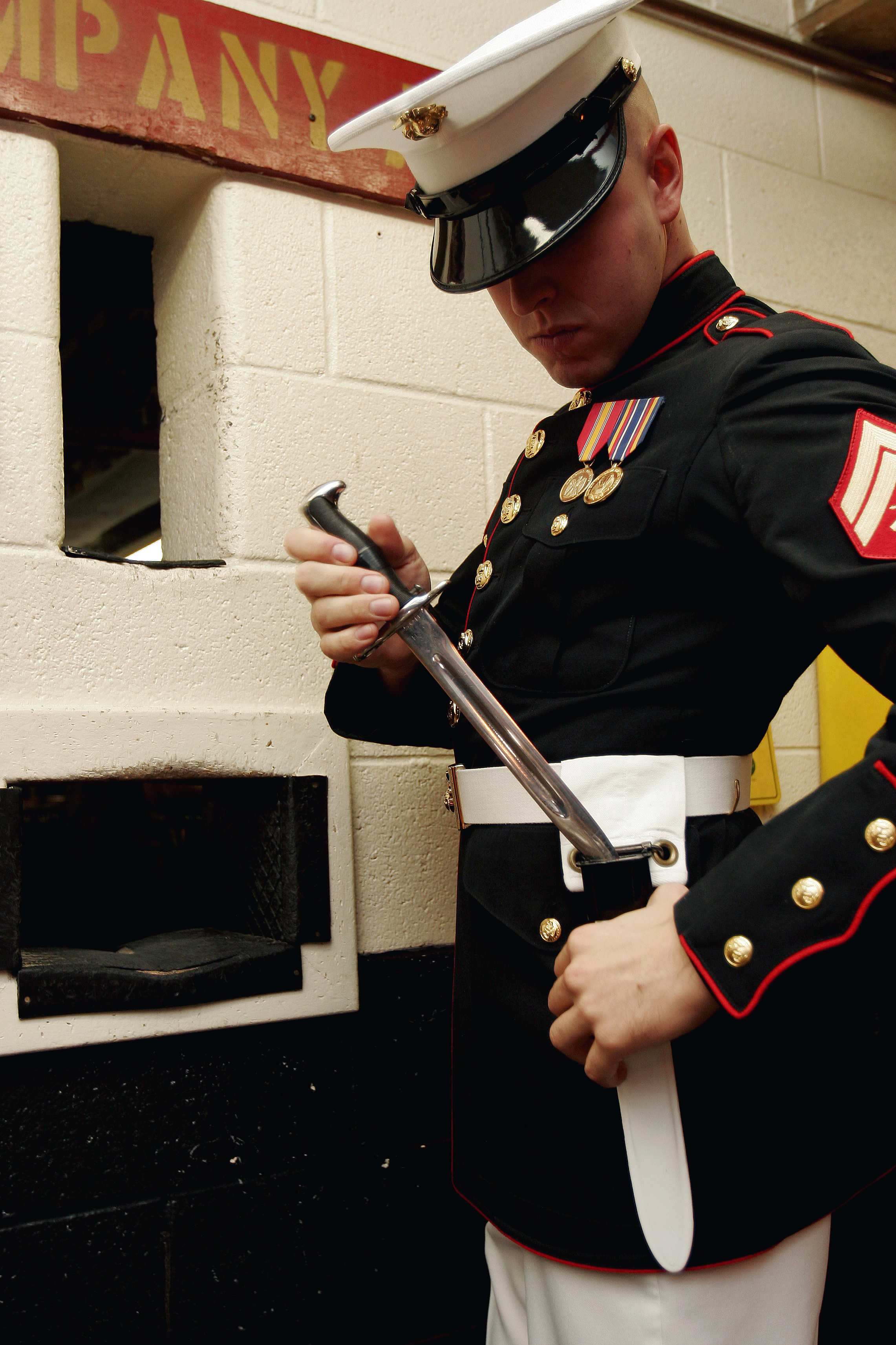
儀仗用の仕上げ加工が施されたM1銃剣を鞘に収める米海兵隊員

M1銃剣（M1 Bayonet）は、アメリカにてM1ガーランド小銃向けに開発された銃剣である。刃渡りは10インチ（25.4cm）で、握りは4インチ（10.1cm）である。

## 概要
1943年以前、全てのM1ガーランド小銃およびM1903小銃ではM1905銃剣およびM1942銃剣を使用していた。
1943年、アメリカ陸軍は、より短い銃剣の有用性を認め、多くのM1905ないしM1942銃剣は回収され、10インチ以下に切り詰めるなどの対処が執られた。その後、新たに設計された10インチ銃剣にはM1銃剣の名称が与えられた。
M1銃剣は、欧州戦線で広く用いられた。ドイツ国防軍がKar98k小銃用に用いたS84/98 III銃剣は、より短い93⁄4インチ（24.765cm）であった。しかし、一方の太平洋戦線では、日本軍が標準的に使用した三十年式銃剣は15.75インチ（40cm）と長大であったため、これと渡り合うべく刃渡りの長いM1905銃剣のほうが広く使用されたとされる。